# 上海遊泳館駅
上海遊泳館駅（シャンハイゆうえいかんえき、中文表記: 上海游泳馆站）は中華人民共和国上海市徐匯区に位置する上海地下鉄11号線の駅。

## 駅構造
島式ホーム1面2線の地下駅。ホームドア設置。 

## 駅周辺
- 上海遊泳館
- 上海体育場
- 上海体育館駅 - 1号線、4号線
- 上海体育場 - 4号線
- 漕渓路駅 - 3号線

## 歴史
- 2013年8月31日 - 開業[1]。

## バス路線
- 上海遊泳館
  - 49路、73路、87路、104路、111路、144路、251路、770路、808路、820路、824路、938路、956路、957路、958路、隧道二線、万周専線

## 隣の駅
上海地下鉄
■11号線
竜華駅 - 上海遊泳館駅 - 徐家匯駅